# 44 Bootis
Ne doit pas être confondu avec ι Bootis.
Désignations
44 Bootis ou i Bootis est une étoile triple de la constellation du Bouvier. Elle est à environ 41,6 années-lumière de la Terre.
Sa composante primaire, 44 Bootis A, est une naine jaune de type G avec une magnitude apparente moyenne de +4,83. Sa composante secondaire, 44 Bootis B, est une variable de type W Ursae Majoris et une binaire spectroscopique. La variabilité de ce système stellaire a été découverte par l'astronome anglais William Herschel. La luminosité de la binaire varie entre les magnitudes +5,8 et +6,40 sur une période de 6,43 heures. Les composantes de la binaire à éclipses sont assez proches pour que leurs enveloppes stellaires se chevauchent, ou au moins partiellement.
Le système de 44 Bootis est à 42 années-lumière (13 parsecs) de la Terre. Il montre des signes d'un excès d'infrarouge, impliquant l'existence d'un disque de poussières qui absorbe la lumière visible et la réémet dans l'infrarouge. La poussière aurait une température de corps noir d'environ 23 K et s'étendrait jusqu'à 182 ua de l'étoile parente.